# Lijst van rivieren in Alberta

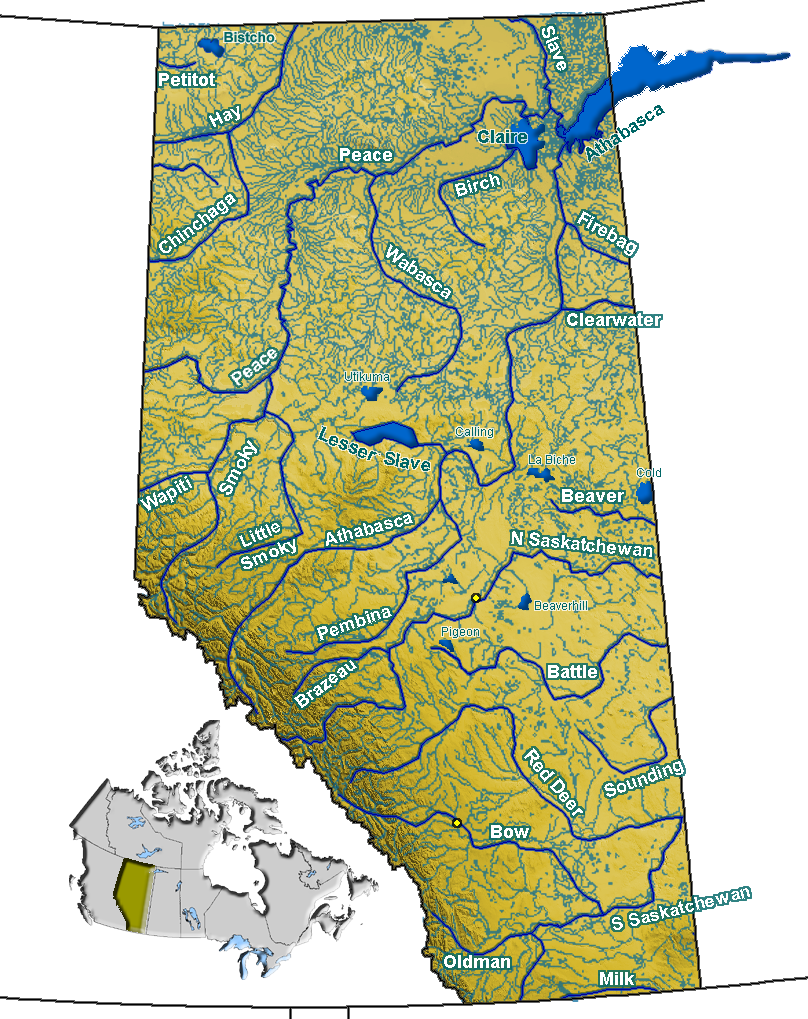
Kaart van rivieren in Alberta

Dit is een lijst van rivieren in Alberta, een provincie van Canada. De rivieren van Alberta stromen naar drie drainagebekkens: de Noordelijke IJszee, de Hudsonbaai en de Golf van Mexico. Het noorden van de provincie wordt gedraineerd in de richting van de Noordelijke IJszee. Deze noordelijke rivieren hebben een hoger debiet dan de zuidelijke rivieren, die door een droger gebied stromen. Het grootste deel van de zuidelijke helft van Alberta heeft rivieren die naar de Hudsonbaai stromen, met uitzondering van de Milk die naar het zuiden stroomt en via de Missouri en de Mississippi de Golf van Mexico bereikt. Omdat Alberta direct ten oosten van de continentale waterscheiding ligt, stromen er geen rivieren van Alberta naar de Grote Oceaan.

## Rivieren naar drainagebekken
De rivieren in deze lijst zijn geordend naar drainagebekken en de opeenvolgende zijrivieren zijn ingesprongen weergegeven onder de naam van elke hoofdrivier.

### Stromend naar de Noordelijke IJszee

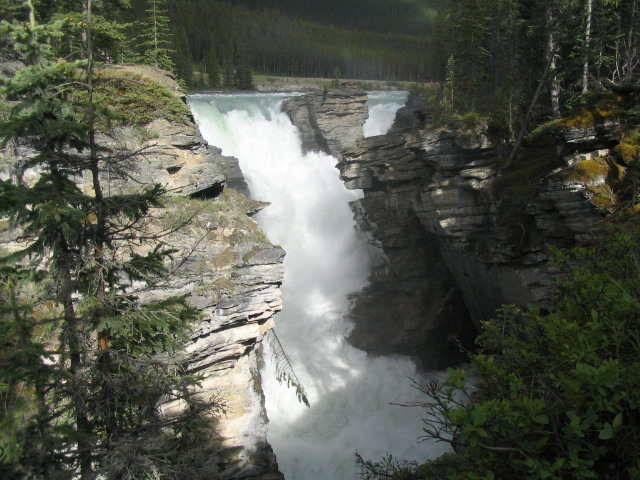
Athabasca Falls

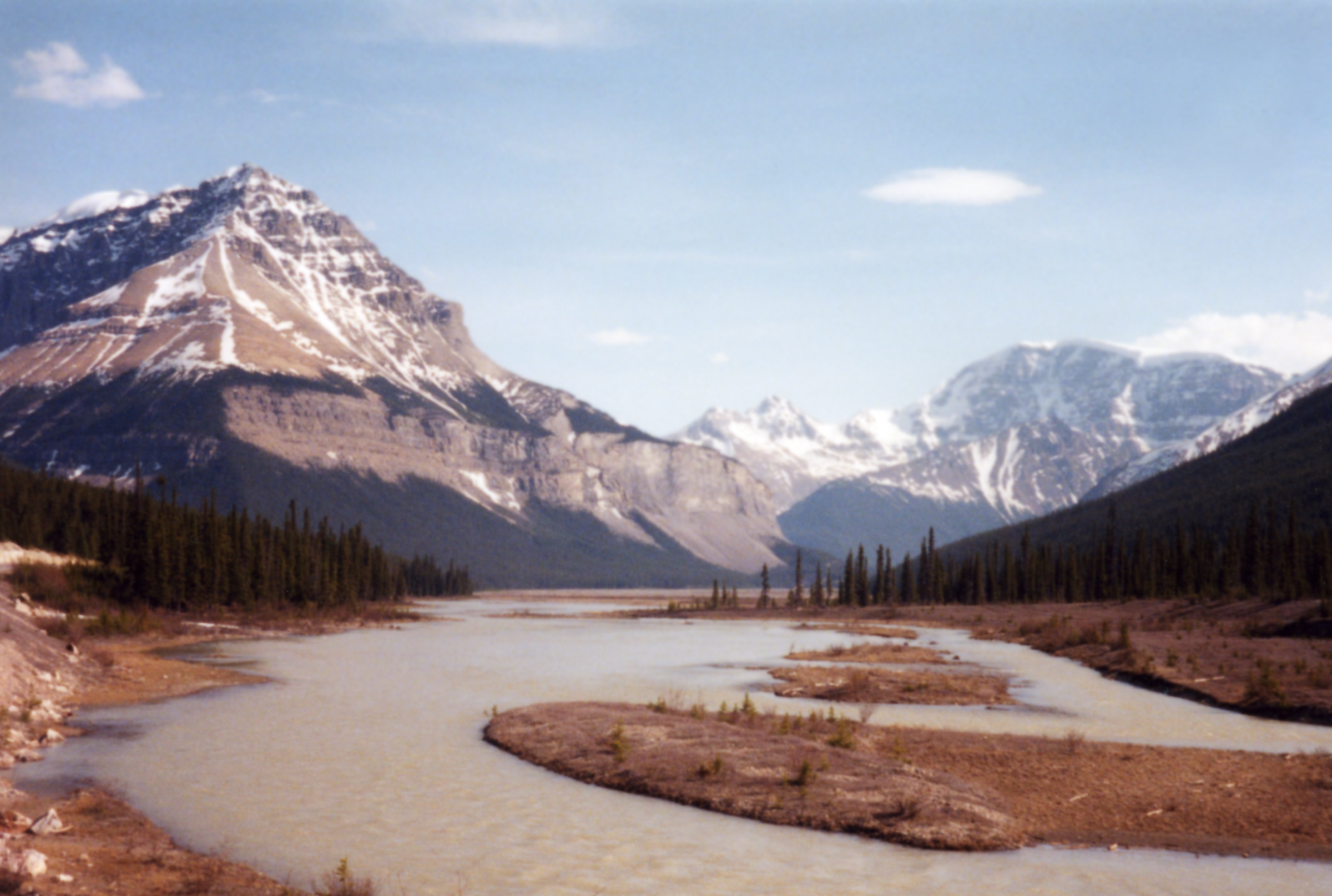
Athabasca

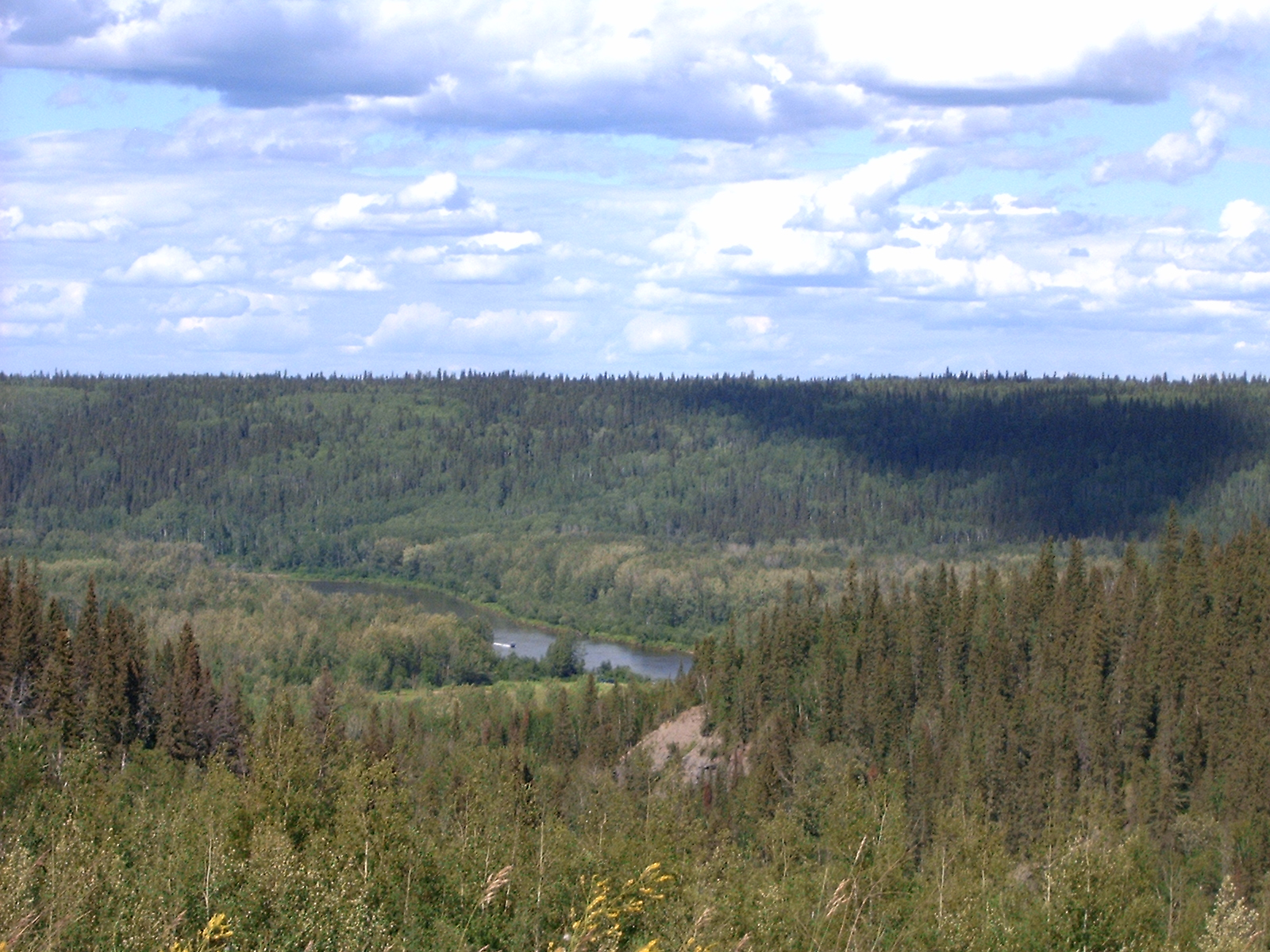
Clearwater River Valley

De rivieren in Alberta die tot het bekken van de Noordelijke IJszee horen stromen via het Groot Slavenmeer en de Mackenzie naar zee, met uitzondering van de Petitot, die via de Liard rechtstreeks in de Mackenzie stroomt.
- Athabasca
  - Chaba
  - Sunwapta
  - Whirlpool
  - Astoria
  - Miette
  - Maligne
  - Snaring
  - Rocky
  - Snake Indian
  - Fiddle
  - Berland
    - Wildhay, Little Berland, North Berland, South Berland

  - Sakwatamau
  - Freeman
    - Morse

  - McLeod
    - Gregg, Embarras, Erith, Edson

  - Pembina
    - Lovett, Lobstick, Bigoray, Paddle, Steele

  - Lesser Slave
    - West Prairie, East Prairie, South Heart, Driftpile, Swan, Assineau, Otauwau, Saulteaux, Fawcett, Marten

  - Tawatinaw
  - La Biche
  - Calling
  - La Petite Riviere Jaillante
  - Pelican
  - House
  - Licock
  - Algar
  - Horse
  - Little Fishery
  - Clearwater
    - Christina, Hangingstone

  - Steepbank
  - Mackay
    - Dover

  - Muskeg
  - Ells
  - Firebag
  - Marguerite
  - Richardson
  - Maybelle

- Peace
  - Pouce Coupe, Clear, Montagneuse, Hamelin Creek, Ksituan, Hines Creek
  - Saddle
    - Spirit

  - Smoky
    - Jackpine, Muddywater, Sulphur, Muskeg, Sheep Creek, Kakwa, Cutbank, Simonette, Kleskun Creek, Puskwaskau, Bad Heart
    - Little Smoky
      - Waskahigan, Iosegun, Goose

    - Wapiti
      - Red Deer Creek, Belcourt Creek, Narraway, Nose Creek, Pinto Creek, Redwillow, Bear

  - Heart
  - Whitemud
  - Cadotte
  - Notikewin
  - Wolverine
  - Buffalo
  - Keg
  - Boyer
  - Caribou
  - Wabasca
  - Mikkwa, Wentzel, Jackfish
  - Lake Claire
    - Birch, Harper Creek, Alice Creek, McIvor, Mamawi Lake, Baril Lake

- Slave
  - Peace-Athabasca-delta
    - Athabasca, Athabascameer, Riviere Des Roches, Chilloneys Creek, Revolution Coupe, Dempsey Creek, Peace, Scow Channel, Murdock Creek, Darough Creek

  - Powder Creek
  - Leland Lakes
  - Hornaday
- Hay
  - Chinchaga
    - Lennard Creek, Tanghe Creek, Werniuck Creek, Sloat Creek, Vader Creek, Thordarson Creek, Waniandy Creek, Haro, Haig

  - Meader
  - Steen
  - Melvin
  - Little Hay

- Yates

- Liard (BC)
  - Petitot

### Stromend naar de Hudsonbaai

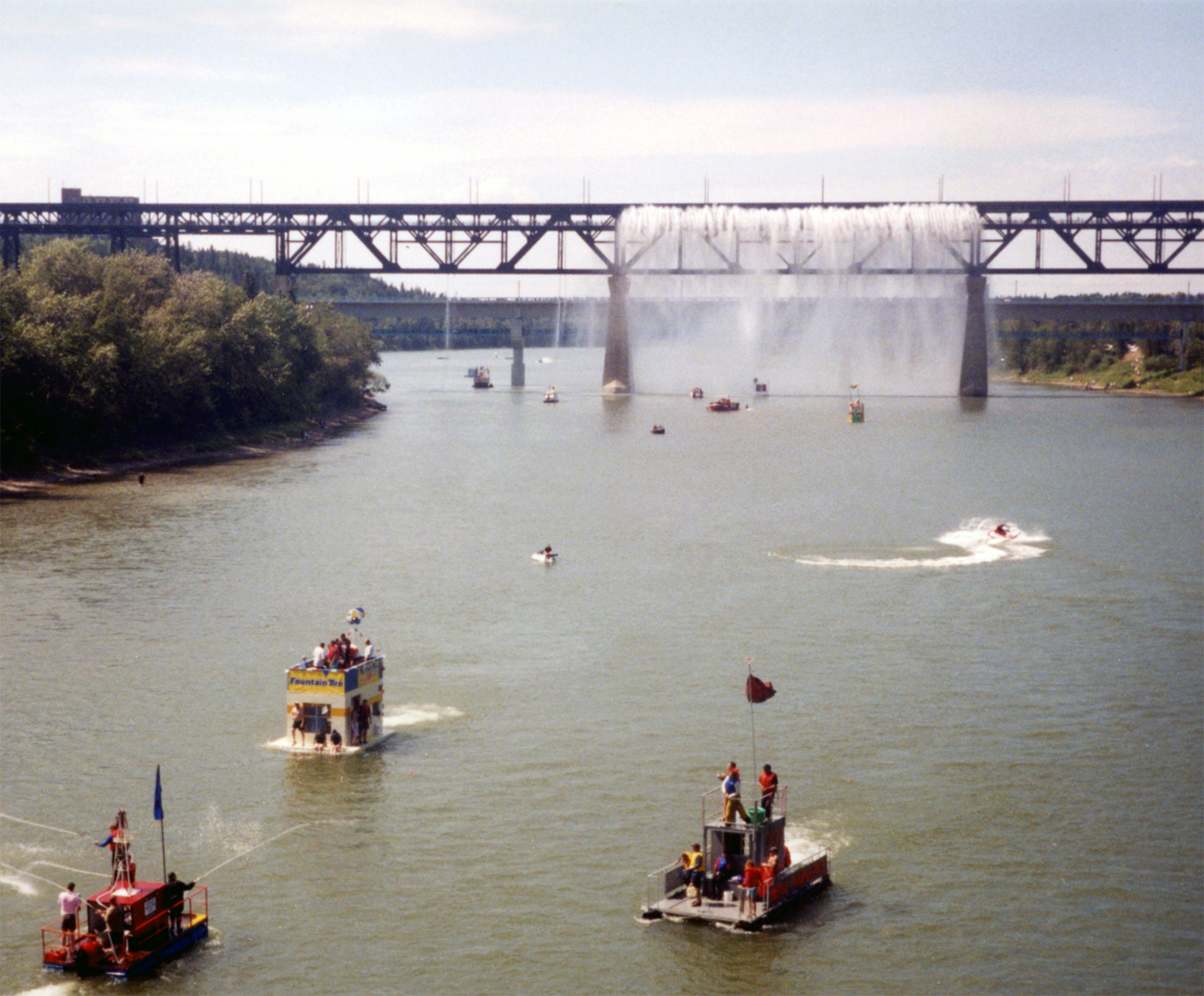
North Saskatchewan

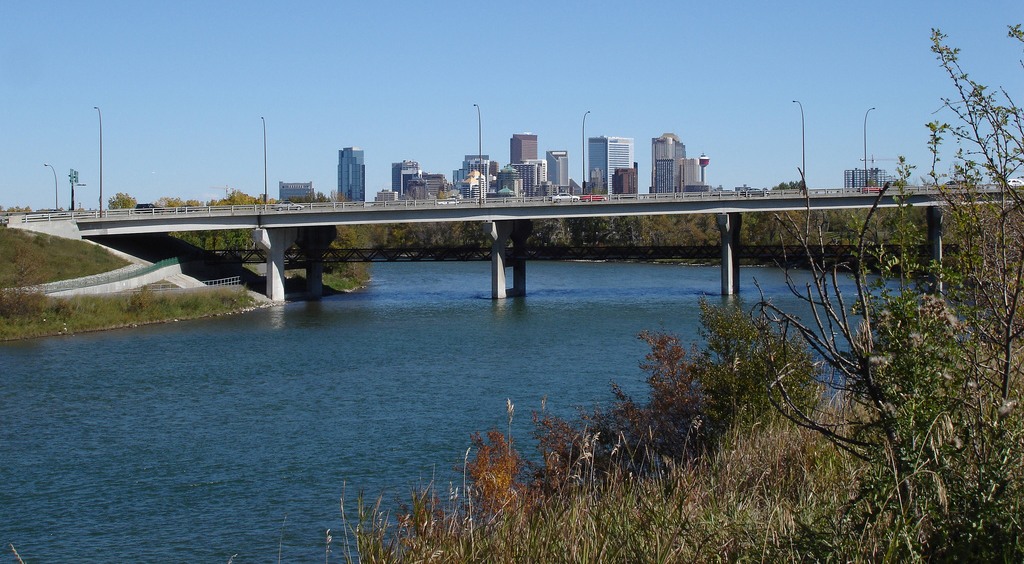
Bow

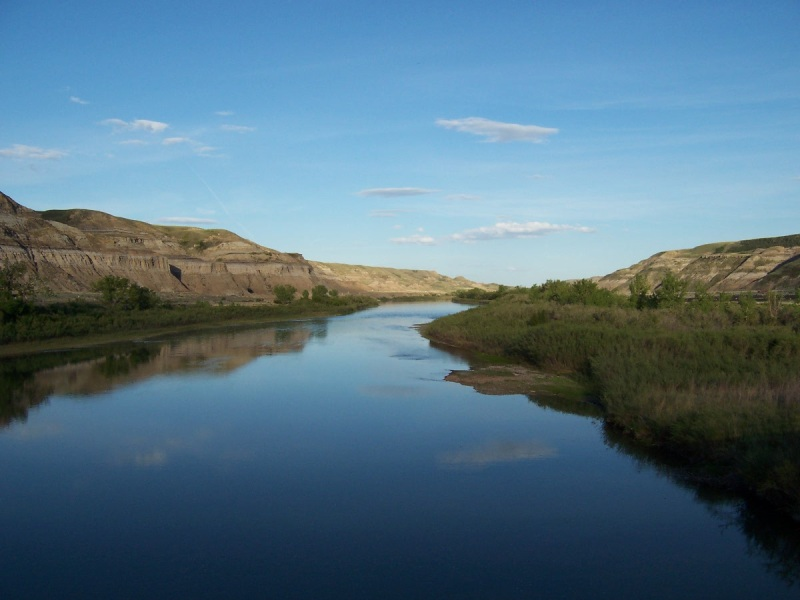
Red Deer

De rivieren in Alberta die tot het drainagebekken van de Hudsonbaai horen, worden afgevoerd via de Saskatchewan, het Winnipegmeer en de Nelson, met uitzondering van de Beaver, die via de Churchill naar de Hudsonbaai stroomt.
- North Saskatchewan
  - Alexandra
  - Howse
    - Glacier

  - Mistaya
  - Siffleur
    - Escarpment

  - Cline
  - Bighorn
  - Ram
    - North Ram, Joyce

  - Clearwater
  - Baptiste
  - Brazeau
    - Nordegg, Blackstone, Chungo Creek, Elk, Cardinal, Southesk, Cairn

  - Sturgeon
  - Redwater
  - Death
  - Vermilion
  - Monnery
  - Englishman
  - Turtle Lake
  - Jackfish
  - Battle
  - Spruce
  - Garden

- South Saskatchewan
  - Oldman
    - Livingston
    - Crowsnest
    - Castle
    - Belly
      - Waterton

    - St. Mary
    - Little Bow

  - Bow
    - Pipestone
    - Spray
    - Cascade
    - Kananaskis
    - Ghost
    - Elbow
      - Little Elbow

    - Highwood
      - Sheep

  - Red Deer
    - Panther
      - Dormer

    - James
    - Raven
    - Little Red Deer
    - Medicine
    - Blindman
    - Rosebud
    - Raven
      - North Raven

- Beaver
  - Amisk
  - Mooselake
    - Thinklake

  - Sand
    - Wolf

  - Makwa
  - Meadow
  - Waterhen

### Stromend naar de Golf van Mexico

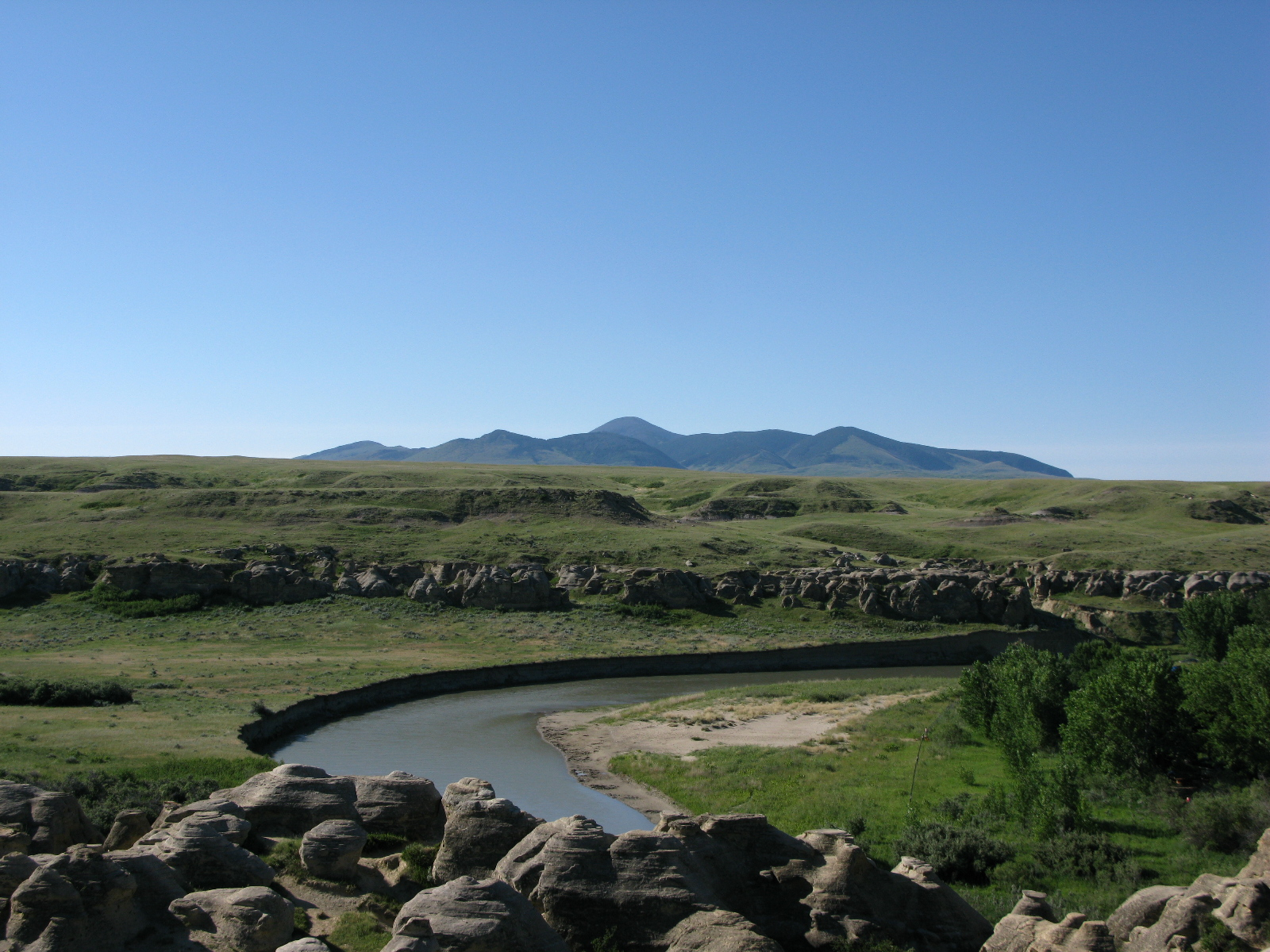
Milk

De enige gebieden in Canada die draineren in de Golf van Mexico bevinden zich in het zuiden van Alberta en het zuiden en zuidwesten van Saskatchewan. Deze kleine stroomgebieden worden gedraineerd door de Milk (in het zuiden van Alberta en zuidwesten van Saskatchewan) en de Poplar (in het zuiden van Saskatchewan).
- Missouri (Verenigde Staten)
  - Milk
    - North Milk
      - Shanks Lake Creek

    - Police Creek
    - Lodge Creek
    - Sage Creek
    - Willow Creek
    - Manyberries Creek (Pakowki Lake)
    - Battle Creek